# Mijagucsi Szeidzsi
Mijagucsi Szeidzsi (宮口 精二; Hepburn: Miyaguchi Seiji; Japán, Tokió, 1913. november 15. – Japán, Tokió, 1985. április 12.) japán színész.

## Életpályája
Száznál is több filmben szerepelt, köztük A hét szamuráj című Kuroszava-filmben alakította Kjúzót, a szamurájt (alakját később a szereplőből alkotott játékfiguránál is felhasználták).
71 éves korában hunyt el tüdőrákban.

## Válogatott filmográfia
- 1982 – A hadüzenet... Öregember
- 1980 – Sógun... Muradzsi
- 1977 – Fehér éjszaka melódiái...
- 1972 – Tora-szan régi drága otthona... Utako apja
- 1965 – Szamuráj kém... Dzsinnai-Kazutaka Horikava
- 1963 – Alibi... Aszakicsi Szagava
- 1960 – A gonosz jól alszik... Okakura ügyész
- 1957 – Egy tiszta szerelem története... Bíró
- 1957 – Véres trón... Fantomszamuráj
- 1956 – Korai tavasz...
- 1954 – A hét szamuráj... Kjúzó
- 1952 – Élni... Jakuza főnök
- 1951 – Búzaősz... Nisivaki